# Cerkev sv. Križa, Iška vas
Cerkev svetega Križa v Iški vasi je po zasnovi romanska cerkev.
Med 2. svetovno vojno je bilo v cerkvi sodišče.